# ツァイア (小惑星)
ツァイア (952 Caia) は小惑星帯に位置する小惑星である。ウクライナのシメイズ天文台でグリゴリー・ネウイミンによって発見された。
ヘンリク・シェンキェヴィチの小説『クォ・ヴァディス』の登場人物にちなんで命名された。